# Flaugergues (cratera)
A cratera Flaugergues é uma cratera localizada no quadrângulo de Sinus Sabaeus em Marte, a 17º latitude sul e 340.8º longitude oeste. Seu diâmetro é de aproximadamente 245 km, e recebeu este nome em referência a Honoré Flaugergues, um astrônomo francês (1755-1835). 